# Skalmodal (naturreservat)
Skalmodal är ett naturreservat i Vilhelmina kommun i Västerbottens län.
Området är naturskyddat sedan 1988 och är 292 hektar stort. Reservatet omfattar en nedre nordostsluttning av fjället Giemsie ner mot Vapstälven och Skalmodaldalen där orten Skalmodal utbreder sig. Reservat består av granskog i sluttningarna och blandskog av gran och tall i dalbotten. Ett kapell tillhörande Tärna församling byggdes 1967 efter ritningar av Bengt Lidström.